# Лахмиды

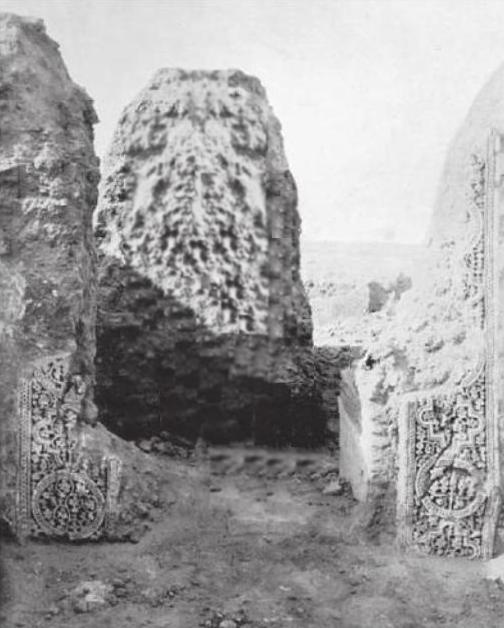
Руины здания в Аль-Хире, столице Лахмидов

Лахми́ды (араб. اللخميون‎, эль-лаХмию́н), эль-Мана́зира (المناذرة‎), бану́ лаХм (بنو لخم‎) — арабская царская династия, правившая приблизительно c 300 по 602 год на северо-востоке Аравии. Столицей государства был город Хи́ра на нижнем Евфрате (ныне территория Ирака). Они были, как правило, союзниками и клиентами Сасанидской империи и участниками римско-персидских войн. Более поздние ученые предпочитают называть династию Насридами (не путать с гранадскими Насридами).

## История

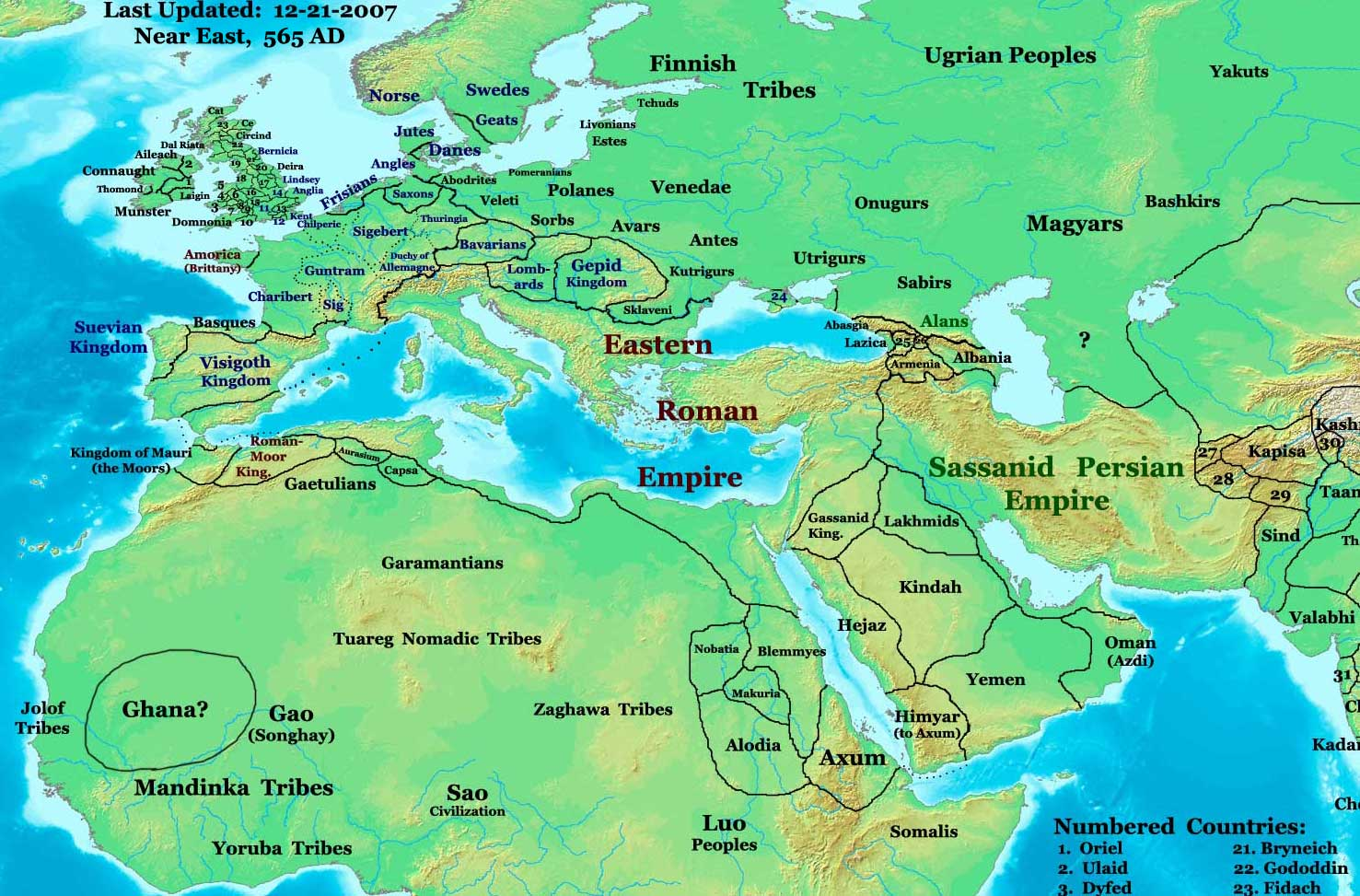
Ближний Восток в 565 году, включая Лахмидов и их соседей

Происхождение государства Лахмидов остаётся в основном неясным. Правящая семья Насридов появляется в хрониках в лице «Амра из Лахма» в Пайкульской записи конца III века в перечне вассалов Сасанидской империи. Исходя из этого, термин «Лахмиды» был применен историками к Насридам и их подданным, управляемым из Хиры. Ситуация усугубляется тем, что исторические источники, в основном византийские, начинают более подробно рассказывать о Лахмидах только с конца V века, а также относительным отсутствием археологических работ в Хире.
Считается, что государство Лахмидов было создано танухитами — группой арабских племён, согласно преданию, переселившихся из Тихамы на северо-восток Аравийского полуострова. Танухиты составили ядро населения нового Лахмидского царства, возникшего на территории современного Ирака. Государство Лахмидов стало своего рода буферной зоной между Византией и Сасанидским Ираном. Всё время своего правления Лахмиды были вассалами Сасанидов. Сасаниды поддерживали Лахмидов своими арсеналами в Укбаре и Анбаре. В частности, Лахмиды получали от Сасанидов великолепные кожаные палатки, которые в отличие от войлочных юрт считались престижной вещью.
Основателем династии был Амр I, чей сын Имру-ль-Кайс I, согласно западным авторам, принял христианство. Имру-ль-Кайс II мечтал о едином и независимом арабском королевстве и, следуя этой мечте, при поддержке Сасанидов захватил многие города, подчинив себе весь Аравийский полуостров. Затем он сформировал большую армию и стал развивать королевство как военно-морскую державу, построил флот, действовавший вдоль побережья Бахрейна. С этих позиций он атаковал прибрежные города Ирана, который в то время пребывал в гражданской войне из-за спора о правопреемстве, и даже совершил набег на колыбель сасанидских царей, провинцию Фарс. В результате этих набегов местные торговые пути перешли в руки Лахмидов.

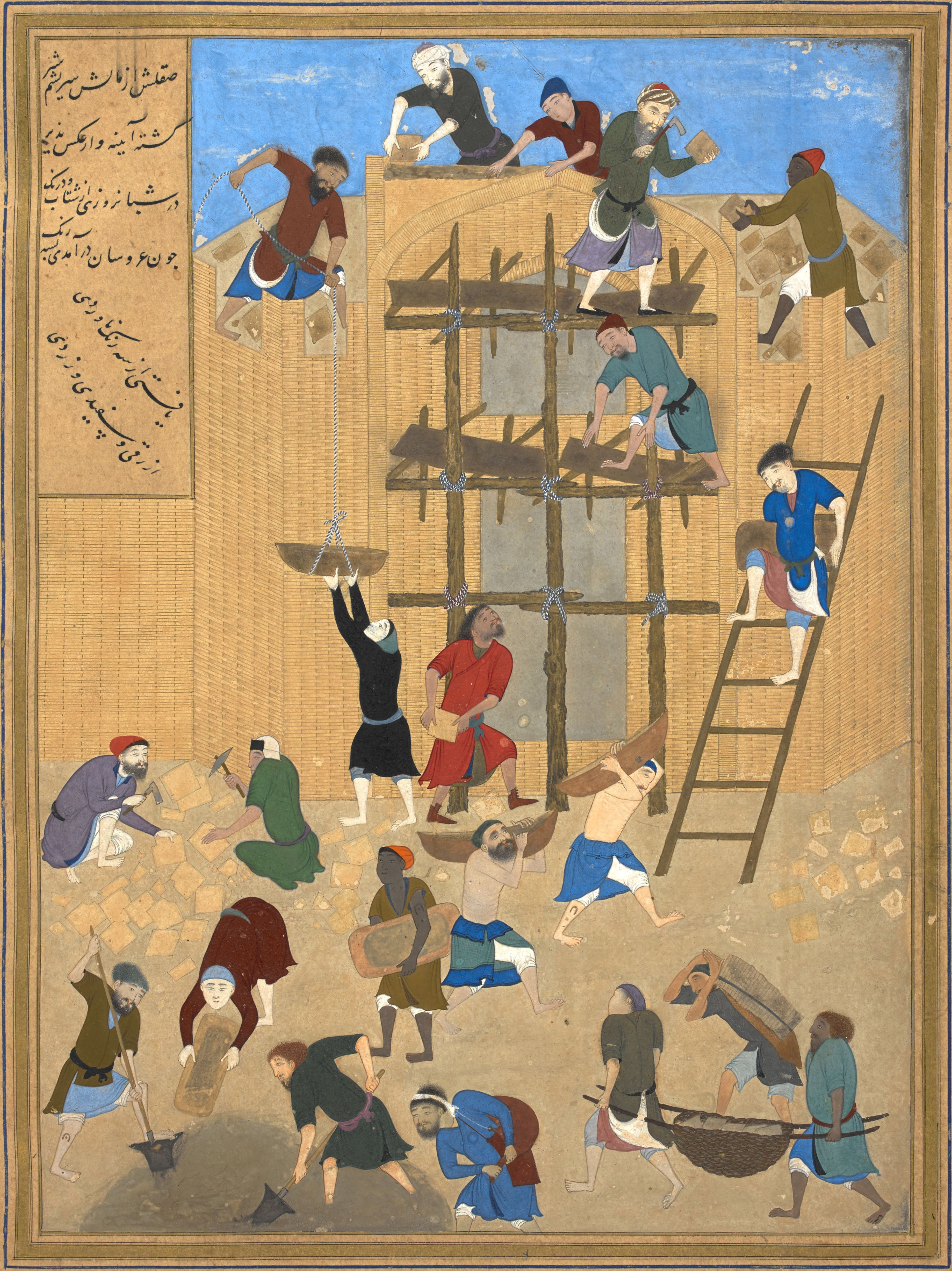
Строительство крепости в Аль-Хире (персидский манускрипт XV века)

В 325 году персы во главе с Шапуром II начали кампанию против арабских королевств. Когда Имру-ль-Кайс понял, что могущественная персидская армия, состоявшая из 60 тыс. воинов, приближается к его королевству, он обратился за помощью к Римской империи. Констанций II пообещал помочь Лахмидам, но не смог этого сделать вовремя. Персы продвинулись к столице Лахмидов Хире, и вокруг города произошла серия жестоких сражений. Армия Шапура II в конечном счете победила армию Лахмидов и захватила Хиру. Молодой персидский правитель убил всех арабских мужчин города и обратил в рабство захваченных арабских женщин и детей. Затем он оставил на престоле своего ставленника и отступил.
Имру-ль-Кайс бежал в Бахрейн, унеся с собой мечту об объединенной арабской нации, а затем в Сирию, в поисках обещанной помощи от Констанция II, которая так и не была предоставлена, поэтому он оставался в Сирии до самой смерти. Имру-ль-Кайс был погребен в аль-Нимаре в Сирийской пустыне. На найденной погребальной стеле он был указан как «царь всех арабов», там же утверждалось, что он успешно провел кампанию по всему северу и центру полуострова, вплоть до границы с Наджраном.
Через два года после смерти Имру-ль-Кайса, в 330 году, произошло восстание, в результате которого персидский ставленник был убит, и престол занял сын Имру-ль-Кайса, Имру-ль-Кайс II. После этого главными соперниками Лахмидов стали Гассаниды, вассалы заклятого врага сасанидов — Римской империи.
Государство Лахмидов оставалось влиятельным на протяжении всего VI века. В 502 году царь киндидов аль-Харис ибн Амр захватил Хиру — столицу Лахмидов, но вскоре, получив помощь от персидского шаха, Лахмиды изгнали Киндидов из своей столицы. А в 528 году царь Лахмидов аль-Мунзир III нанес Киндидам тяжёлое поражение. В период между 540 и 547 годами царство Киндидов было окончательно уничтожено Лахмидами. Однако Лахмиды не долго почивали на лаврах победителей. На смену киндидам византийцы мобилизовали Гассанидов. В 578 году Гассаниды совершили набег и разорили столицу Лахмидов. Однако из-за распри с Византией враги Лахмидов Гассаниды были лишены власти, а их правитель сослан.
В 602 году последний царь Лахмидов, ан-Нуман III, был казнен сасанидским царем Хосровом II по ложному подозрению в измене, и королевство Лахмидов было аннексировано персами. Согласно арабскому историку IX века Абу Убайде, Хосров II был зол на ан-Нумана III за то, что тот отказался дать ему в жены свою дочь. По мнению исследователей, уничтожение царства помогло Халифату быстрее распространить своё влияние на территориях Ирана, Персидской империи и стало одним из главных факторов падения Сасанидской империи и мусульманского завоевания Персии.

## Армия
Армия Лахмидов копировала организацию армии Сасанидов. Царь полагался на отряд наёмников, из которых также формировалась гвардия. Гарнизон столицы назывался давсар или шахба. Ежегодно в распоряжение Лахмидов иранцы предоставляли 1000 всадников вади. Наконец, в составе армии имелся отряд численностью 500 человек, состоящий из взятых среди соседей заложников. Отряды возглавляли командиры (ардаф), бывшие близкими родственниками царя. Вспомогательные отряды из дружественных племен привлекались только к крупным кампаниям. Основные силы лахмидской армии составляла конница.

## Религия
Несмотря на распространение миафизитства, православия и несторианства и признание несторианства одной из государственных религий при несторианском патриархе Мар Абе I Лахмиды еще в 40-х годах VI века совершали человеческие жертвоприношения богине аль-Уззе (культ её существовал и в Мекке). Лахмидский царь ан-Нуман III вследствие вассальной зависимости от Ирана официально принял несторианство как единственную государственную религию, чтобы прекратить влияние поддерживавшихся Византией миафизитов — Гассанидов и Киндидов и связанных с ними арабов-язычников.

## Отдельные факты из истории Лахмидов
- Хира стала колыбелью арабского алфавита.
- Войска Сасанидской империи вместе с ан-Нуманом III и его армией победили знаменитого римского полководца Велизария в битве при Каллинике (531).
- Бахрам V жил в Хире и получил образование при дворе аль-Мунзира I, чья поддержка помогла ему занять трон после убийства отца.
- Династия севильских Аббадитов происходила от Лахмидов.

## Правители государства Лахмидов
- 266/72—302/5 — Амр I
- 302/5—339/40 — Имру-ль-Кайс I совместно со своим братом аль-Харисом
- 339/40—369/70 — Амр II
- 369/70—374/5 — Аус ибн Каллам (сасанидский наместник (местоблюститель) не из династии Лахмидов)
- 374/5—399 — Имру-ль-Кайс II
- 399—428/9 — ан-Нуман I
- 428/9—472/3 — аль-Мунзир I
- 472/3—492/3 — аль-Асуад
- 492/3—499/500 — аль-Мунзир II
- 499/500—503 — ан-Нуман II
- 503—505/6 — Абу Яфур аз-Зумайли (сасанидский наместник (местоблюститель) не из династии Лахмидов)
- 505/6—512/3 — Имру-ль-Кайс III
- 512/3—554 — аль-Мунзир III
- 554—569 — Амр III
- 569—573 — Кабус
- 573—574 — наместник (шахраб), не известный по имени
- 574—578 — аль-Мунзир IV
- 578—579 — Ийас ибн Кабиса (сасанидский наместник (местоблюститель) не из династии Лахмидов, правил не более трёх месяцев)
- 579—601 — ан-Нуман III[10]